# Ormen (Bibeln)

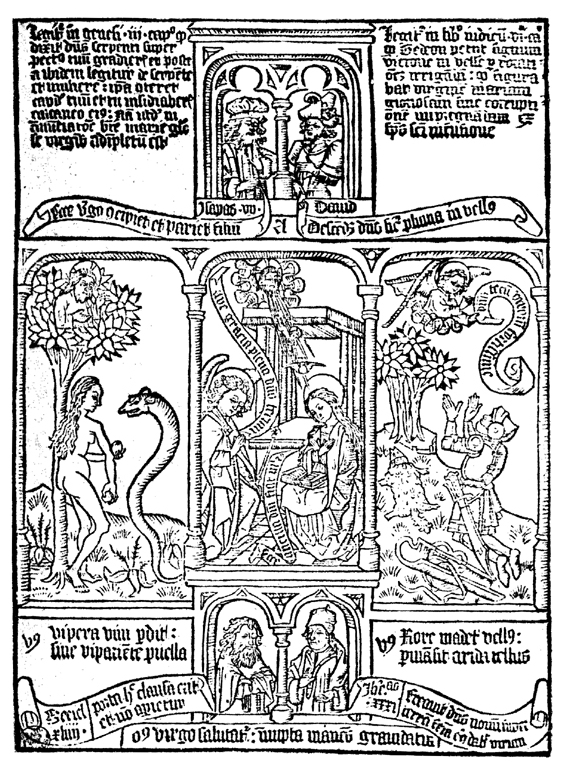
Ormen illustrerad i Biblia Pauperum.

Ormen anses i Bibeln vara ursprunget till ondska. Den omnämns på flera ställen, bland annat:
- I Första Mosebok som en talande orm som lurar de första människorna Adam och Eva att äta kunskapens frukt, och på så sätt ger upphov till syndafallet. Som straff för tilltaget förbannar gud ormen så att den blir utstött från andra djur, vilda och tama, och alltid tvingas kräla på buken och äta jord.[1]
- I Uppenbarelseboken berättas att ormen kallas Djävul och Satan och den besegras av ärkeängeln Mikael i en strid i himlen.[2]
- Ordstävet Den som gräver en grop faller själv däri från Predikaren fortsätter den som river en mur blir biten av en orm.[3]
- Om vinet i Ordspråksboken: Till slut biter det som en orm.[4]
- Nehustan var en avbild i koppar av en orm som Moses skapade på Guds befallning som skydd mot de ormar som plågade israeliterna efter deras klagan mot gud. Kopparormen kunde bota och skydda från ormbett, och fanns sedan kvar i templet i Jerusalem till dess att Hiskia förstörde den.[5]